# Kehely
A Kehely Švejknek – illetve írójának Jaroslav Hašeknak hála – Prága leghíresebb étterme, sörözője. A vendéglő legfőbb dísze Ferenc József arcképe a nevezetes légypiszokkal.
– Azelőtt a császár őfelségének a képe lógott azon a falon – szólalt meg egy idő múlva –, éppen ott, ahol most a tükör lóg.
– Az, jól tetszik emlékezni – felelte Palivec úr –, ott lógott, és leszarták a legyek, hát felraktam a padlásra.
A Kehely Hašek idejében még egy jelentéktelen kocsma volt. Amikor a regényt németre lefordították, majd 1927-ben Erwin Piscator a könyv nyomán színpadra állította, kezdett ismertté válni. A regény rövidesen további nyelveken is megjelent, és a vendéglő ezeknek nyomán szép lassan világhírűvé vált. Napjainkban már zarándokhely.

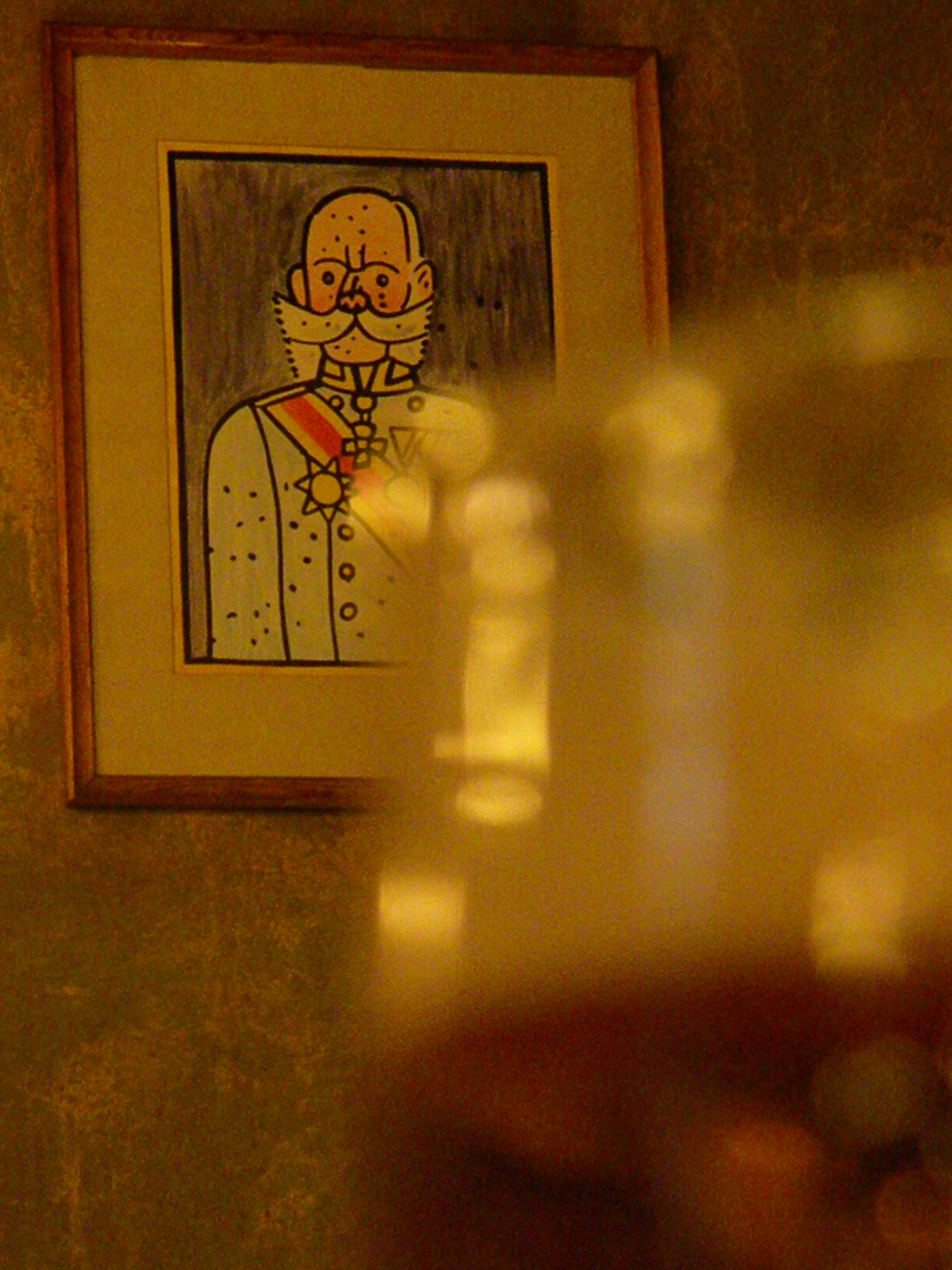